# Drupadia esla
Drupadia esla är en fjärilsart som beskrevs av Swinhoe 1912. Drupadia esla ingår i släktet Drupadia och familjen juvelvingar. Inga underarter finns listade i Catalogue of Life.